# Наговје
Наговје (рус. Наговье) моренско је језеро на северозападу Тверске области, у европском делу Руске Федерације. Налази се на подручју Торопечког рејона на рубним деловима Валдајског побрђа. Из језера отиче река Серјожа која га уједно повезује са басеном Ловата, односно реке Неве.
Површина језерске акваторије је 7,9 км², максимална дужина је 5,3 км, ширина до 2,4 км. Дужина обалске линије језера је 19,1 километара. Површина језера лежи на надморској висини од 218 метара.
Језеро има готово округао облик. Обале су јако разуђене и углавном суве и високе. Једино су на југоистоку нешто ниже и мочварније. На језеру се налази неколико острва.
У језеро се улива неколико потока, док из југоисточног дела отиче река Серјожа, најдужа притока реке Куње.